# Visoko
Visoko  (letteralmente alto o altamente) è una città nella Bosnia ed Erzegovina centrale con 41 352 abitanti al censimento 2013.

## Geografia
Si trova sulla strada che unisce Zenica a Saraievo, sulle sponde del fiume Bosna, alla confluenza con il Fojnicka. La regione circostante la città conta circa 46 000 abitanti; amministrativamente fa parte del Cantone di Zenica-Doboj della Federazione di Bosnia ed Erzegovina.

## Storia
L'area di Visoko era il centro dello stato bosniaco medievale. Nel periodo ottomano la città fu rifondata da Ajas-beg. Con l'annessione della Bosnia all'Impero austro-ungarico la città ebbe un certo sviluppo edilizio, furono costruiti nuovi edifici però con uno stile che ricalcava quello orientale di quelli preesistenti. Nel periodo del Regno di Jugoslavia Visoko non si espanse molto e durante la Seconda guerra mondiale non fu particolarmente danneggiata, fu con la Repubblica Socialista Federale di Jugoslavia che la città si allargò notevolmente. Durante tutta la guerra in Bosnia Visoko rimase sempre sotto il controllo dell'Esercito della Repubblica di Bosnia ed Erzegovina anche se nelle sue vicinanze si svolsero scontri con le truppe serbe e croate.
Alla fine del conflitto la città registrò gravi danni economici, la sua industria fu fortemente ridimensionata.

## Cultura
A Visoko ha sede un museo che raccoglie principalmente reperti e opere del periodo medievale. Sulla base dell'accurato esame della geometria dei rilievi, nel 2005, Semir Osmanagić, un bosniaco residente negli Stati Uniti ha ipotizzato che la collina Visočica che sovrasta la città, assieme ad altri rilievi circostanti, siano delle piramidi artificiali risalenti a svariate migliaia di anni fa. Tesi tuttavia smentita dai dati scientifici che confermano trattarsi di lastre naturali di rocce sedimentarie.